# Rosengartenstrasse
Die Rosengartenstrasse ist eine rund 900 Meter lange Strasse in der Stadt Zürich. Sie liegt im Quartier Wipkingen und ist im westlichen Abschnitt Teil der Westtangente Zürich.

## Verlauf
Die Rosengartenstrasse liegt nördlich der Limmat und bildet die Verlängerung der Hardbrücke respektive der darunterliegenden Wipkingerbrücke.
Vom Wipkingerplatz führt sie in einem ersten Abschnitt rund 350 Meter die Südflanke des Waidbergs hoch bis zur Lehenstrasse unterhalb der Kirche Wipkingen. Höhe Röschibachstrasse endet die Hardbrücke. Wenig später führt die Strasse unter der Rosengartenbrücke durch; gleich danach geht beidseits die von der Rosengartenstrasse durchtrennte Nordstrasse ab.
Während die Verkehrsachse ab Kreuzung Lehenstrasse entlang der Bucheggstrasse weiter bergaufwärts zum Bucheggplatz führt, verläuft die Rosengartenstrasse als kleine Quartierstrasse noch leicht ansteigend ostwärts am Hang entlang. Gleich unterhalb der Strasse lag früher das Südportal des Wipkingertunnels. Die Rosengartenstrasse endet an der Rötelstrasse, die vom Bucheggplatz Richtung Kornhausbrücke und Limmatplatz führt.

## Geschichte
Die Strasse verband ursprünglich den Kern des Dorfes Wipkingen durch ländliches Gebiet mit den Häusern beim Landgut Rötel. 1872 wurde die Wipkingerbrücke erbaut.

Luftaufnahme Wipkingens von 1919 – das Haus zum Rosengarten zwischen der neuen Kirche oben links und dem neuen Schulhaus Rosengartenstrasse, von dort baumgesäumter Verlauf ostwärts bis zur Rötelstrasse

In der Folge erfuhr das Gebiet entlang der Strasse einen grossen Wandel. Die Gärten, Rebberge und Landwirtschaftsflächen verschwanden, das Dorf wurde zum Teil der Stadt. Häuser entlang der Rosengartenstrasse wurden abgebrochen, neue Gebäude entstanden wie zum Beispiel die Kirche Wipkingen anstelle des Kirchleins am Fluss oder das Kirchgemeindehaus, Zürichs erstes Hochhaus.
Von 1908 bis in die späten 1960er-Jahre verkehrte das Tram vom Wipkingerplatz zur Nordbrücke, ein kurzes Stück bis zur Röschibachstrasse über die Rosengartenstrasse verlaufend.
1927 wurde die Bucheggstrasse angelegt, wodurch das westliche Stück der Bucheggstrasse Teil der neuen Verkehrsverbindung vom Escher-Wyss-Platz (Zürich-West) zum Bucheggplatz und Milchbuck (Zürich-Nord) wurde. 1934 wurde der Strassenverlauf begradigt und dafür alte Häuser im Dorfkern von Wipkingen abgebrochen.
1972 wurde mit der Eröffnung der Westtangente und der Hardbrücke die Achse Rosengartenstrasse–Bucheggstrasse zur Hauptverkehrsachse; weitere Gebäude mussten weichen.
Es gab in der Folge immer wieder Bemühungen, das verkehrsgeplagte Quartier zu entlasten. Der Bau der Nordumfahrung und der Westumfahrung brachten nur vorübergehende respektive geringe Entlastung. Zudem sollte eine Tramverbindung entlang der Rosengartenstrasse entstehen. Das Stimmvolk des Kantons Zürich lehnte im Februar 2020 in einem Referendum den Bau des Rosengartentunnels für den Durchgangsverkehr und der Tramverbindung, ein Projekt von rund 1,1 Milliarden Franken, ab.

### Name
Die Strasse trägt ihren Namen seit 1866. Das namensgebende Haus war das stattliche Bauernhaus zum Rosengarten an der Nummer 44. Es wurde 1927 abgerissen.

### Frühgeschichte
In der Hallstattzeit führte an der Stelle der heutigen Rosengartenstrasse ein kontinentaler Handelsweg durch.

## Verkehr
Die Rosengartenstrasse hat im westlichen Abschnitt je zwei Fahrspuren pro Richtung. Der querende Verkehr der Nordstrasse wird seit 1973 mittels der Rosengartenbrücke überführt; ansonsten queren keine Verkehrswege die Rosengartenstrasse. 
Als hochbelastete Durchgangsachse mit einem Verkehrsaufkommen von 50'000–70'000 Fahrzeugen pro Tag (Daten für 1977–2000) belastet der Verkehrslärm das angrenzende Wohnquartier stark. Daher wurden bereits 1979 als flankierende Massnahmen Schallschutzfenster eingebaut. 1992 wurde zwei kurze Lärmschutzwände errichtet. Wegen der hohen Verkehrsbelastung wird die Rosengartenstrasse auch als Schandfleck bezeichnet. Eine Reduzierung der zulässigen Höchstgeschwindigkeit von Tempo 50 auf 30 konnte bisher nicht umgesetzt werden.
Entlang der Rosengartenstrasse–Bucheggstrasse verkehren die Trolleybuslinien 72 und 83 der VBZ. Im unteren Bereich bis zur Nordstrasse verkehrt auch die Trolleybuslinie 33. Über die Rosengartenbrücke quert weiter die Trolleybuslinie 46 den Strassenverlauf. Der Wipkingerplatz liegt an der Tramlinie 13 der VBZ.